# Abschnittsbefestigung Burgmair
Die Abschnittsbefestigung Burgmair ist eine abgegangene Abschnittsbefestigung  auf einem Wiesen- bzw. Ackergrundstück im Norden des Einödhofes Burgmair, einem Gemeindeteil der niederbayerischen Gemeinde Falkenberg im Landkreis Rottal-Inn. Die Anlage wird als Bodendenkmal unter der Aktennummer D-2-7542-0010 als „Befestigung vor- und frühgeschichtlicher Zeitstellung“ geführt.

## Beschreibung
Die Abschnittsbefestigung ist durch eine künstliche Böschung im Gelände erkennbar. Das rundovale Areal hat die Ausmaße von 130 m (in Nordwest-Südost-Richtung) und 80 m (in Südwest-Nordost-Richtung). 